# Julisch-Claudische Dynastie

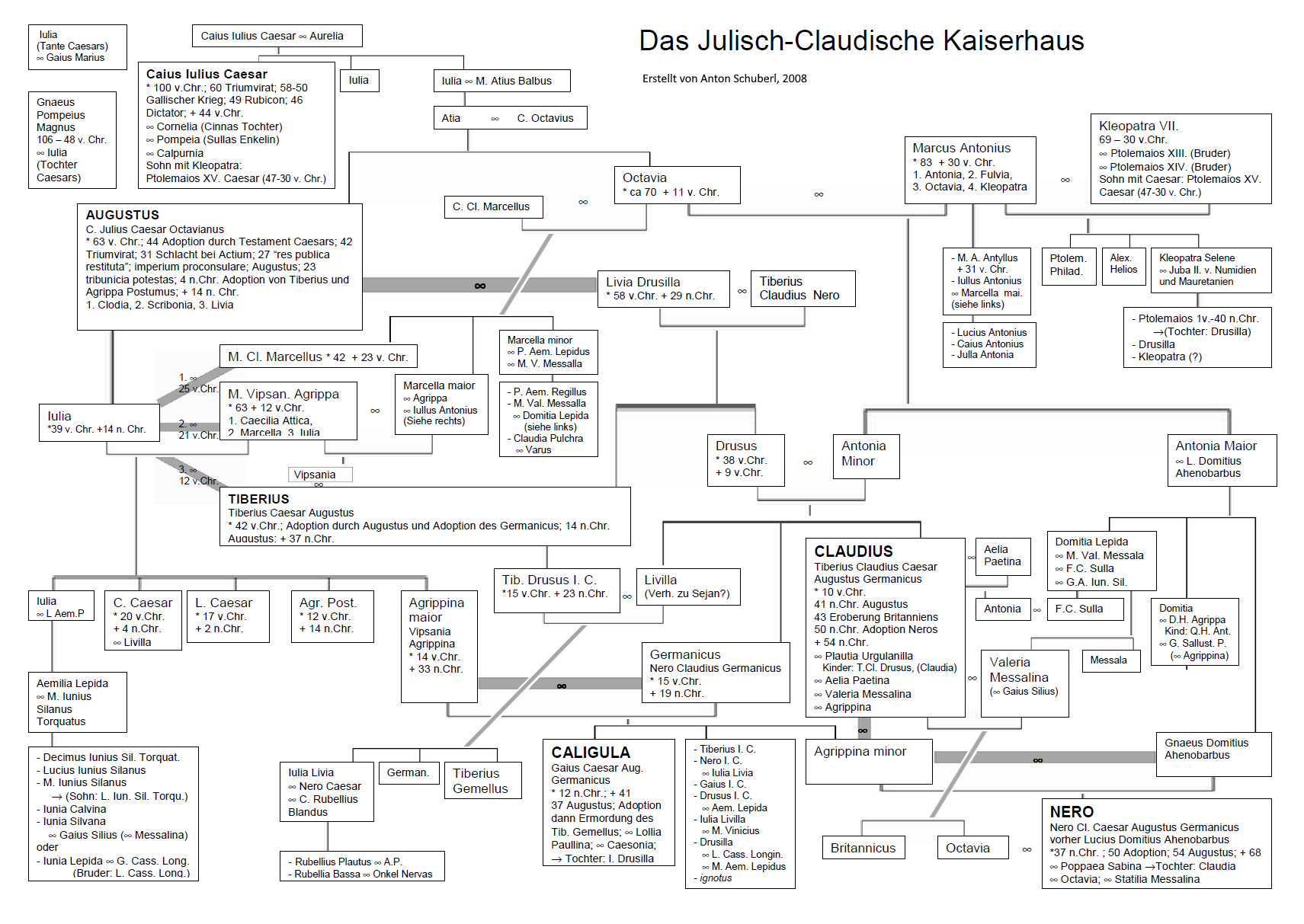
Das Julisch-Claudische Kaiserhaus

Als Julisch-Claudische Dynastie beziehungsweise Julisch-Claudisches Haus werden die römischen Kaiser von Augustus (regierte 31 v. Chr.–14 n. Chr.), dem Begründer des Prinzipats, bis zu Kaiser Nero (regierte 54–68 n. Chr.) bezeichnet. Der Name leitet sich von zwei altrömischen Familien (gentes) her, den Juliern und den Claudiern. Augustus, der ursprünglich Gaius Octavius hieß, war durch seine Adoption durch Gaius Iulius Caesar, seinen Großonkel mütterlicherseits, Teil der julischen Familie geworden, die ansonsten mit dem Tod Caesars im Mannesstamm ausstarb. Ihm wiederum folgte 14 n. Chr. sein Stiefsohn Tiberius nach, der über seinen Vater Tiberius Claudius Nero zur Familie der Claudier gehörte.
Die julisch-claudische Dynastie umfasst die Nachfahren von Augustus, seiner Schwester Octavia und seiner Frau Livia Drusilla. Die Verwandtschaftsbeziehungen sind aufgrund zahlreicher Heiraten innerhalb der Familie kompliziert. Nach Augustus und Tiberius gehörten noch die Kaiser Caligula, Claudius und Nero der Dynastie an, wobei die Claudier Caligula als Urenkel und Nero als Ururenkel auch direkt von Augustus abstammten. Grablege für die meisten Mitglieder der julisch-claudischen Dynastie war das Augustusmausoleum in Rom.

## Überblick über die julisch-claudische Familie
Gaius Iulius Caesar hatte zwei bekannte Kinder: eine Tochter namens Iulia mit Cornelia sowie Caesarion, einen Sohn mit Kleopatra. Beide Kinder starben als junge Erwachsene, ohne eigene Kinder zu haben. Caesar hatte aber mindestens zwei Schwestern (beide hießen Iulia, siehe Römische Namen), von denen die Jüngere eine Tochter namens Atia hatte. Atia wiederum war mit Gaius Octavius verheiratet und hatte mit ihm zwei Kinder: Octavia und Gaius Octavius (den späteren Kaiser Augustus).
Octavia war in erster Ehe mit Gaius Claudius Marcellus verheiratet und hatte mit ihm drei Kinder: Marcus Claudius Marcellus, Claudia Marcella die Ältere und Claudia Marcella die Jüngere. Aus ihrer zweiten Ehe mit Marcus Antonius stammen zwei Töchter: Antonia die Ältere und Antonia die Jüngere. Antonia die Ältere hatte mit Lucius Domitius Ahenobarbus einen Sohn namens Gnaeus Domitius Ahenobarbus, Vater des Kaisers Nero. Die jüngere Antonia heiratete den älteren Drusus und hatte mit ihm die Tochter Livilla, eine zentrale Person in der Dynastiepolitik, sowie die Söhne Germanicus und den späteren Kaiser Claudius.
Augustus hatte aus seiner zweiten Ehe mit Scribonia eine Tochter namens Iulia. Iulia heiratete in erster Ehe ihren Cousin Marcus Claudius Marcellus, in zweiter Ehe Marcus Vipsanius Agrippa und in dritter Ehe ihren Stiefbruder, Kaiser Tiberius. Aus der Ehe mit Agrippa stammten fünf Kinder: Gaius Caesar, Lucius Caesar, Iulia, Agrippina die Ältere und Agrippa Postumus. Gaius Caesar heiratete Livilla, Lucius starb früh, Iulia und Agrippa Postumus wurden verbannt. Agrippina die Ältere heiratete Germanicus. Aus dieser Ehe stammten unter anderem der spätere Kaiser Caligula sowie Agrippina die Jüngere. Letztere heiratete zunächst Gnaeus Domitius Ahenobarbus, aus dieser Ehe entstammte der spätere Kaiser Nero. Nach dem Tod ihrer beiden ersten Ehemänner heiratete Agrippina im Jahr 49 n. Chr. ihren Onkel, Kaiser Claudius. Im Folgejahr adoptierte dieser ihren Sohn Nero, der damit vor Claudius’ leiblichem Sohn Britannicus zum unmittelbaren Thronfolger aufstieg.
Nero war dreimal verheiratet, sein einziges Kind Claudia starb jedoch bereits im Alter von vier Monaten. Mit dem Tod Neros im Jahr 68 endete die Herrschaft der julisch-claudischen Dynastie über das Römische Reich.